# Lac Zimbambo
Lac Zimbambo är en sjö i Upembasänkan i Kongo-Kinshasa, som avvattnas till Lualaba. Den ligger i provinsen Haut-Lomami, i den sydöstra delen av landet, 1 300 km öster om huvudstaden Kinshasa. Arean är 167 kvadratkilometer. Den sträcker sig 26,5 kilometer i nord-sydlig riktning, och 16,0 kilometer i öst-västlig riktning.